# Palombera
De Puerto de Palombera is een bergpas gelegen in Cantabrië in het noorden van Spanje. De pas ligt aan de CA-280, die van Cabezón de la Sal naar Espinilla voert.
De pas is 1260 meter hoog. 
In 2007 was de pas opgenomen in de Ronde van Spanje. De Nederlander Karsten Kroon kwam als eerste over de top.